# Persoonia marginata
Persoonia marginata (лат.) — кустарник, вид рода Персоония (Persoonia) семейства Протейные (Proteaceae), эндемик Нового Южного Уэльса. Невысокий раскидистый кустарник с эллиптическими или яйцевидными листьями и небольшими группами цилиндрических жёлтых цветов.

## Ботаническое описание

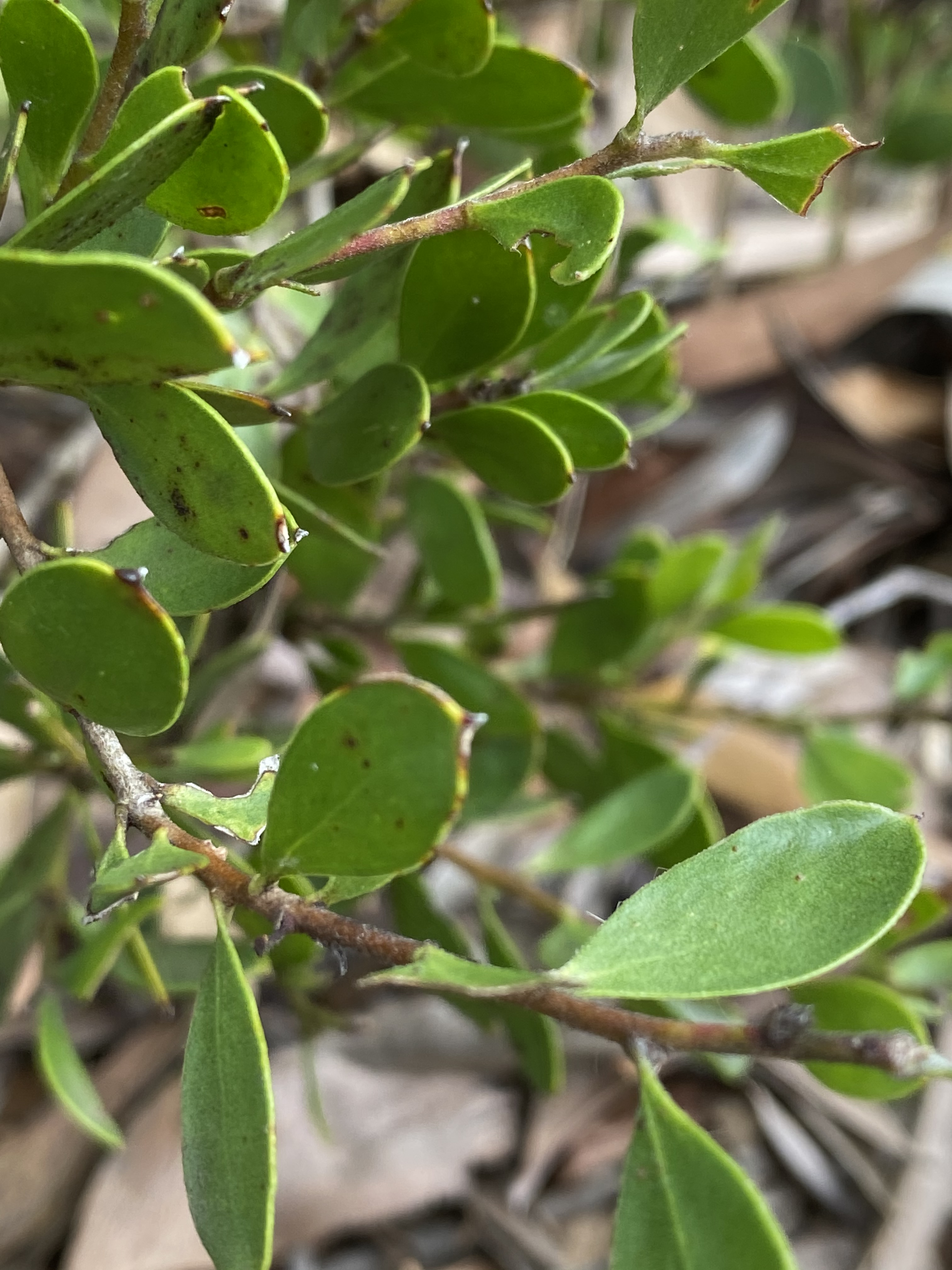
Листья

Persoonia marginata — невысокий раскидистый кустарник, вырастающий до 0,5 м в высоту и 1 м в ширину. Молодые ветви и листья умеренно опушённые, но с возрастом становятся гладкими. Листья расположены попеременно, от эллиптических до яйцевидных, с более узким концом к основанию длиной 20-40 мм и шириной 6-23 мм. Обе поверхности листьев одного цвета. Цветки расположены группами от двух до четырех, в основном у основания листьев. Цветонос до 6 мм в длину, каждый цветок с умеренно опушённой цветоножкой 2-7 мм в длину. Цветок состоит из четырёх жёлтых слегка опушённых листочков околоцветника длиной 8-12 мм, сросшихся у основания, но с загнутыми назад кончиками. Центральный столбик окружён четырьмя жёлтыми пыльниками, которые также соединены в основании с загнутыми назад кончиками, так что при взгляде с конца они напоминают крест. Завязь густо покрыта беловатыми волосками. Цветение происходит в январе и феврале. Плоды — гладкие зелёные костянки.

## Таксономия
Впервые вид был официально описан в 1830 году Робертом Брауном из неопубликованной рукописи Аллана Каннингема. Описание Брауна было опубликовано в Supplementum primum Prodromi Flore Novae Hollandiae. Видовое название — от латинского слова, означающего «с бордюром».

## Распространение и местообитание
Persoonia marginata — эндемик Нового Южного Уэльса в Австралии. Растёт в лесах на почвах, образованных из песчаника. Встречается на Центральных плоскогорьях и Центральном побережье, но наиболее распространён в государственном лесу Кландулла недалеко от Кандоса. Небольшие изолированные популяции встречаются в других государственных лесах и национальных парках, включая национальный парк Турон и национальный парк Каменные сады.

## Охранный статус
Популяции вида находятся под угрозой потери и деградации среды обитания из-за лесохозяйственной деятельности, строительства дорог и рекреационной активности. Им также угрожают частые пожары, нашествие сорняков и грибковые заболевания. Вид внесён в список «уязвимых» в соответствии с Законом Правительства Содружества об охране окружающей среды и сохранении биоразнообразия 1999 года и Законом о сохранении биоразнообразия Нового Южного Уэльса 2016 года.